# Кулумбаев, Абли
Абли Кулумбаев (1905 — 1975) — советский хозяйственный, государственный и политический деятель.

## Биография
Родился в 1905 году в селе Куланак Пржевальского уезда. Член ВКП(б) с 1931 года.
С 1928 года — на хозяйственной, общественной и политической работе. В 1928—1969 гг. — секретарь Куртка-Терекского волостного комитета ВЛКСМ, заведующий орготдела Аламединского райкома партии, 1-й секретарь Баткенского, Ленинского райкомов, заведующий Тянь-Шаньским областным отделом народного образования, председатель Нарынского райисполкома, 1-й секретарь Ат-Башинского райкома, 2-й секретарь Тянь-Шаньского обкома партии, 1-й заместитель министра сельского хозяйства Киргизской ССР, председатели Тянь-Шаньского облисполкома, начальник Управления хлебопродуктов, 1-й заместитель министра заготовок, начальник Главного Управления хлебопродуктов и комбикормовой промышленности Совета Министров Киргизской ССР.
Избирался депутатом Верховного Совета СССР 4-го созыва.
Умер в 1975 году.